# Dolshi Tesfu
Dolshi Tesfu (* 17. Juni 1999) ist eine eritreische Leichtathletin, die sich auf den Langstreckenlauf spezialisiert hat.

## Sportliche Laufbahn
Erste Erfahrungen bei internationalen Meisterschaften sammelte Dolshi Tesfu bei den Crosslauf-Weltmeisterschaften 2017 in Kampala, bei denen sie nach 21:02 min den 28. Platz im U20-Rennen belegte. Im September siegte sie dann in 1:17:45 h beim Asmara-Halbmarathon. Im Jahr darauf siegte sie in 1:16:28 h beim Massawa-Halbmarathon und erreichte anschließend mit 1:11:09 h Rang 20 bei den Halbmarathon-Weltmeisterschaften 2018 in Valencia. Anfang Juli belegte sie bei den U20-Weltmeisterschaften in Tampere in 15:52,84 min den sechsten Platz im 5000-Meter-Lauf und anschließend gelangte sie bei den Afrikameisterschaften in Asaba mit 16:46,94 min auf Rang sieben. Bei den Crosslauf-Weltmeisterschaften 2019 in Aarhus wurde sie nach 39:24 min 38. in der allgemeinen Klasse und Ende August startete sie im Halbmarathon bei den Afrikaspielen in Rabat und erreichte dort mit 1:15:25 h Rang zehn. Ende Oktober klassierte sie sich bei den Militärweltspielen in Wuhan mit 15:43,38 min auf dem fünften Platz über 5000 m. 2021 startete sie im 10.000-Meter-Lauf bei den Olympischen Sommerspielen in Tokio und klassierte sich dort mit 31:37,98 min auf dem 15. Platz. Mitte Oktober wurde sie mit 1:10:59 h Zweite beim Lissabon-Halbmarathon und Ende November siegte sie in 26:45 min beim Cross Internacional de La Constitucion Alcobendas.
2022 startete sie über 10.000 Meter bei den Weltmeisterschaften in Eugene und gelangte dort mit 31:49,29 min auf Rang 18. Im Jahr darauf wurde sie bei den Crosslauf-Weltmeisterschaften 2023 in Bathurst nach 35:32 min 17. im Einzelrennen. Im August lief sie bei den Weltmeisterschaften in Budapest nach 2:28:54 h auf dem zehnten Platz im Marathonlauf ein. 2024 wurde sie bei den Olympischen Sommerspielen in Paris in 2:36:30 h 58. Zudem war sie Fahnenträgerin Eritreas während der Abschlussveranstaltung der Spiele.
2021 wurde Tesfu eritreische Meisterin im 10.000-Meter-Lauf.

## Persönliche Bestzeiten
- 5000 Meter: 15:43,38 min, 24. Oktober 2019 in Wuhan
- 10.000 Meter: 31:12,86 min, 8. Juni 2021 in Hengelo
- 10-km-Straßenlauf: 32:41 min, 30. April 2022 in Herzogenaurach
- Halbmarathon: 1:10:59 h, 17. Oktober 2021 in Lissabon
- Marathon: 2:20:40 h, 4. Dezember 2022 in Valencia